# Galunggung
Galunggung (indonez. Gunung Galunggung) – czynny wulkan w południowo-zachodniej części Jawy w Indonezji, w pobliżu miasta Garut; zaliczany do stratowulkanów. Wysokość 2168 m n.p.m.
Pierwsza zanotowana erupcja w 1822 r. – 4011 zabitych i 114 zniszczonych wsi.
W 1982 r. kolejny tragiczny w skutkach wybuch – 68 ofiar, 22 zniszczone wsie, straty oszacowano na 15 milionów dolarów.

## Incydent z samolotem Boeing 747
24 czerwca 1982 nad wulkanem znalazł się Boeing 747 „City of Edinburgh” linii British Airways. Samolot wleciał w chmurę pyłu wulkanicznego, wyrzuconego przez wybuch wulkanu, co spowodowało zatrzymanie wszystkich silników. Pilotom udało się włączyć je ponownie i bezpiecznie wylądować.